# Mistrzostwa Świata w Rajdach Terenowych 2009
Mistrzostwa Świata w Rajdach Terenowych 2009 - sezon 2009 MŚ w motocyklowych rajdach terenowych rozpoczął się Rajdem Abu Zabi (22 - 27 marca) a zakończył Rajdem Maroka (24 - 30 października). Mistrzem Świata został francuski motocyklista - Cyril Despres.

## Eliminacje MŚ FIA
- Rajd Abu Zabi 2009
- Rajd Tunezji 2009
- Rajd Sardynii 2009
- Rajd Dos Sertoes 2009
- Rajd Faraonów 2009
- Rajd Maroka 2009

## Polacy w MŚ
- Jakub Przygoński -  2. miejsce
- Jacek Czachor -  3. miejsce
- Marek Dąbrowski - ?

## Tabela końcowa MŚ FIA[2][3]
| Miejsce | Motocyklista            | Pkt  |
| ------- | ----------------------- | ---- |
|         | Cyril Despres           | 117  |
|         | Jakub Przygoński        | 82   |
|         | Jacek Czachor           | 77   |
| 4       | Marc Coma               | 72,5 |
| 5       | Pål Anders Ullevålseter | 67   |
| 6       | Jordi Viladoms          | 48   |
| 7       | Luca Manca              | 43   |
| 8       | Helder Rodrigues        | 43   |
| 9       | Paolo Ceci              | 41   |
| 10      | Francisco Lopez         | 34   |